# Buntschwanz-Degenflügel
Der Buntschwanz-Degenflügel (Pampa rufa, Syn.: Campylopterus rufus) ist eine Vogelart aus der Familie der Kolibris (Trochilidae), die in Mexiko und Guatemala verbreitet ist. Der Bestand wird von der IUCN als „nicht gefährdet“ (Least Concern) eingeschätzt. Die Art gilt als monotypisch.

## Merkmale
Der Buntschwanz-Degenflügel erreicht eine Körperlänge von etwa 12 bis 14 cm, wobei die Männchen ein Gewicht von ca. 9 g haben. Die Weibchen sind mit 6 bis 6,9 g etwas leichter. Das Männchen hat einen schwarzen gebogenen Schnabel. Die Oberseite glitzert bronzegrün. Hinter dem Auge (postokular) befindet sich ein kleiner weißer Punkt. Die Unterseite ist vollständig zimtfarben. Am leicht abgerundeten Schwanz sind die zentralen Steuerfedern goldenbronze, die anderen hell zimtfarben mit einer schwarzen subterminalen Binde und zimtfarbenen Säumen. An den äußersten Schwanzfedern sind die Säume etwas heller. Weibchen sind ähnlich wie die Männchen, doch sind sie etwas kleiner. Jungvögel ähneln den ausgewachsenen Vögeln, haben aber an den Kopffedern gelbbraune Fransen.

## Verhalten und Ernährung
Der Buntschwanz-Degenflügel bezieht seinen Nektar u. a. von Pflanzen der Gattungen Wegeriche, Korallenbäume, Salbei und Castilleja in den unteren Straten im dichten Unterholz und auf Lichtungen. Insekten fängt er im Flug jagend. Das Männchen verteidigt Futterterritorien mit nektarreichen Pflanzen.

## Lautäußerungen
Der Gesang des Buntschwanz-Degenflügels beinhaltet scharfe nasale skik-Töne, ein etwas mehr metallisch klingendes plik und ein zweisilbiges Geträller, das wie tschirri klingt. Der Gesang kann auch aus einer längeren Serie von ähnlichen tschilpenden Tönen bestehen, die von schnatternden und trillernden Phasen unterbrochen werden.

## Brut
Die Brutsaison des Buntschwanz-Degenflügels ist in Oaxaca von April bis Mai. Männchen bilden kleine Leks. Das Nest, ein kelchförmiges Gebilde, wird mit Moos und weißlichen Mistelabfällen ausgelegt. Die Außenseite wird mit Flechten verziert. Das Nest wird an einem horizontalen Zweig in ein bis zwei Meter über dem Boden angebracht. Das Gelege besteht aus zwei Eiern. Die Brutzeit dauert zwischen 15 und 16 Tagen, und die Eier werden ausschließlich vom Weibchen bebrütet. Die Küken sind schwärzlich mit zwei gelbbraunen Rückenstreifen. Mit ca. 23 bis 26 Tagen werden die Nestlinge flügge.

## Verbreitung und Lebensraum

Verbreitungsgebiet des Buntschwanz-Degenflügels

Der Buntschwanz-Degenflügel bevorzugt Regenwälder und Waldränder, Canyons mit verstreuten Waldungen, feuchte Kiefern- und Eichenwälder und Plantagen. Er bewegt sich in Höhenlagen zwischen 900 und 2000 Metern, gelegentlich auch runter bis auf Meeresspiegelhöhe. Am häufigsten ist er über 1300 Meter anzutreffen.

## Migration
Der Buntschwanz-Degenflügel gilt als Standvogel, der als Strichvogel gelegentlich lokal abhängig von der Verfügbarkeit von Blüten zwischen den Höhenlagen wandert.

## Etymologie und Forschungsgeschichte
Die Erstbeschreibung des Buntschwanz-Degenflügels erfolgte 1840 durch René Primevère Lesson unter dem wissenschaftlichen Namen Campylopterus rufus. Woher das Typusexemplar stammte, erwähnte Lesson nicht. Lange wurde er in der 1827  William Swainson neu eingeführten Gattung Campylopterus eingeordnet. Dieses Wort leitet sich vom griechischen καμπύλος kampýlos für „gebogen, gekrümmt“ und -πτερος, πτερόν -pteros, pterón für „-geflügelt, Flügel“ ab. 1854 führte Ludwig Reichenbach die Gattung Pampa für den Yukatandegenflügel ein. Der Name Pampa ist das Quechua-Wort für „Ebene“, da Lesson das Typusexemplar des Yukatandegenflügel irrtümlich dem Inneren der Río-de-la-Plata-Ebene zuordnete. Der Artname rufus ist das lateinische Wort für „rot, rotbraun, fuchsrot“.